# Эредитарность
Эредитарность (от лат. hereditarity) — свойство системы или процесса сохранять память о своем прошлом.
Свойством эредитарности обладают такие системы, в которых учитывается не только настоящее состояние системы или ближайшее предыдущее состояние, то есть начальные значения параметров состояния системы, а также некоторые производные по времени, но также и все предыдущие состояния, в которых находилась данная система. В этом случае, состояние эредитарной системы зависит от предыдущей истории системы, то есть можно сказать, что система обладает памятью. Примером эредитарной системы являются вещества, обладающие вязкоупругими свойствами.
Итальянский математик Вито Вольтерра посвятил развитию идеи эредитарности и её применению к физическим и биологическим задачам ряд научных работ и несколько глав в своей книге. Главная заслуга Вольтерры в том, что он сформулировал основные принципы эредитарности и использовал для описания эредитарных процессов и систем интегральных уравнений, носящие сейчас его имя, уравнения Вольтерры. Этот класс уравнений также встречается в литературе под названием эволюционных интегральных уравнений для отражения их специфики. Иногда к эредитарным явлениям относят эффекты запаздывания и гистерезиса, что является ошибочным.